# Apscheronsk
Apscheronsk (russisch Апшеро́нск) ist eine Stadt mit 40.225 Einwohnern (Stand 14. Oktober 2010) in der Region Krasnodar im südlichen Russland. Sie liegt am Fluss Pschecha (Flusssystem des Kuban), etwa 100 km südöstlich der Subjekthauptstadt Krasnodar. Nächstgelegene Stadt ist Chadyschensk etwa 20 km westlich von Apscheronsk.

## Geschichte
Der Ort wurde im Jahr 1863 gegründet, ursprünglich als Siedlung für Angehörige des sogenannten Apscheron-Regiments der kaiserlich-russischen Armee. Der Name des Regiments, von dem auch die heutige Stadt ihren Namen hat,  ist vom Namen der Halbinsel Abşeron (russische Schreibweise Апшеро́н/Apscheron) im heutigen Aserbaidschan abgeleitet, die 1722/23 unter anderem Ziel des Persien-Feldzugs Peters des Großen gewesen war.
1947 erhielt die bisherige Staniza Apscheronskaja (Апшеро́нская) Stadtrechte und gleichzeitig ihren heutigen Namen. Heute ist Apscheronsk Verwaltungszentrum des gleichnamigen Rajons.
Die am 6. September 2008 eingeweihte Kriegsgräberstätte Apscheronsk soll der zentrale Sammelfriedhof für alle deutschen Gefallenen des Zweiten Weltkrieges im Kaukasus und im Gebiet des ehemaligen Kuban-Brückenkopfes werden. Der etwa 3,1 Hektar große Friedhof befindet sich rund zwölf Kilometer vom Ort entfernt. Über 6600 Tote hat der Volksbund Deutsche Kriegsgräberfürsorge bisher dort zur letzten Ruhe gebettet. Etwa 30.000 können auf dem Gelände bestattet werden.

### Bevölkerungsentwicklung
| Jahr | Einwohner |
| ---- | --------- |
| 1939 | 22.525    |
| 1959 | 29.837    |
| 1970 | 32.867    |
| 1979 | 33.324    |
| 1989 | 34.505    |
| 2002 | 39.608    |
| 2010 | 40.225    |

Anmerkung: Volkszählungsdaten

## Wirtschaft und Verkehr
Im Wirtschaftsleben der Stadt dominieren Forst- und Landwirtschaft sowie Nahrungsmittelindustrie. Es gibt außerdem Pläne, die Gegend um Apscheronsk als Wintersportort auszubauen.
Die Stadt hat einen Personenbahnhof sowie über eine direkte Straßenverbindung Anschluss an die Fernstraßen M4 und M29. Zudem existiert eine 60 km lange Schmalspurbahnstrecke, die Apscheronsk mit mehreren Orten des Rajons verbindet.

## Söhne und Töchter der Stadt
- Wladimir Schischelow (* 1979), Fußballspieler